# Senecio anethifolius
Senecio anethifolius là một loài thực vật có hoa trong họ Cúc. Loài này được A.Cunn. ex DC. miêu tả khoa học đầu tiên năm 1838.